# Cephalogonimus salamandrus
Cephalogonimus salamandrus är en plattmaskart. Cephalogonimus salamandrus ingår i släktet Cephalogonimus och familjen Cephalogonimidae. Inga underarter finns listade i Catalogue of Life.